# Arnold Ludwig Mendelssohn

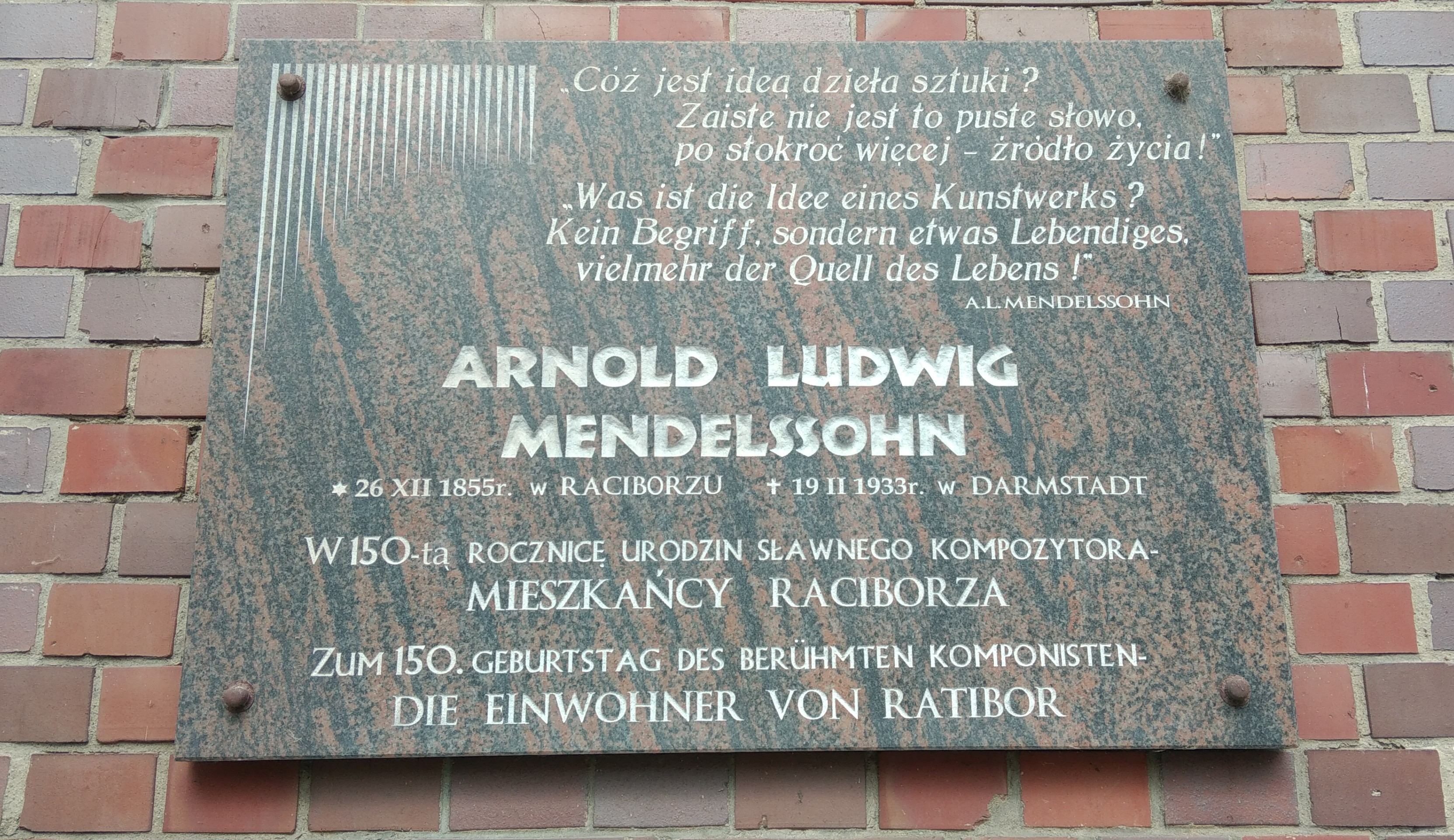

Arnold Ludwig Mendelssohn (ur. 26 grudnia 1855 w Raciborzu, zm. 18 lutego 1933 w Darmstadt) – niemiecki kompozytor, odnowiciel muzyki i śpiewu kościelnego, pedagog.

## Pochodzenie
Wilhelm – ojciec Arnolda urodził się 20 czerwca 1821 r. w Nysie, lecz od 1854 r. mieszkał w Raciborzu. Był tu wysokiej rangi urzędnikiem kolejowym, a mianowicie mistrzem maszynowym, zatrudnionym w „Wilhelmsbahn”. Stanowisko, które piastował w ówczesnych czasach było bardzo wysokie, dawało godziwą pensję, a osoba miała poważanie wśród innych. Louisa Aimée z domu Cauer (1826–1894) była matką Arnolda. Rodzina kompozytora była pochodzenia żydowskiego, należało do niej wielu kupców, bankierów, myślicieli, malarzy, historyków, inżynierów, techników, reżyserów, muzyków i kompozytorów. Zamieszkiwali oni większość Europy. Kuzynem Wilhelma był Felix Mendelssohn-Bartholdy (1809–1847).

## Dzieciństwo
Mendelssohn urodził się 26 grudnia 1855 roku w nieistniejącym już dzisiaj raciborskim domu, który stał naprzeciw sądu krajowego przy ul. Wojska Polskiego. Trzy lata później cała rodzina przeniosła się do domu urzędników kolejowych, który znajdował się nieopodal dworca kolejowego (dzisiejsza ul. Pocztowa). Okolice dworca, Odry i kolei były dla niego rajem. Szybko zaprzyjaźnił się z pracownikami kolejowych zakładów naprawczych, kontrolerami ruchu i maszynistami, którzy nauczyli go wielu rzeczy. Jedna pozostała mu do końca życia, a mianowicie palenie papierosów. Podróżował często koleją, na gapę, ale za przyzwoleniem maszynistów do Nędzy, w której to wsi mieszkał jego najlepszy kolega Viktor Lück. Już w wieku 5 i pół roku dzięki matce trafił do szkoły. W szkole osiągał dobre wyniki, śpiewał w szkolnym chórze, gdzie był nawet solistą. Na zajęciach muzycznych dokonując wyboru między fortepianem a wiolonczelą wybrał to pierwsze, ponieważ wiolonczeli nie cierpiał, a fortepian był mu zupełnie obojętny. Był to dla niego znaczący wybór. W 1864 roku bez wiedzy rodziców rozpoczął naukę w raciborskim Królewskim Gimnazjum Ewangelickim. Rodzice dowiedzieli się o tym dopiero wtedy, gdy poprosił o pieniądze na czerwoną czapkę, którą trzeba było nosić w tym gimnazjum. Ojciec dał mu pieniądze na ową czapkę. Do gimnazjum uczęszczał do 11 roku życia, a w 1866 roku cała rodzina przeniosła się do Poczdamu z powodu wybuchu wojny prusko-austriackiej. Przez Racibórz przechodziło dużo transportów z rannymi żołnierzami i istniała duża możliwość wybuchu zarazy. Po wojnie jednak powrócili do Raciborza, a ojciec zmarł zaraziwszy się cholerą. Wtedy matka wraz z czwórką dzieci wyjechała do Gdańska, a po paru latach przeniosła się do Berlina, gdzie pomogła im ich bliska rodzina – siostra matki Emma Cauer i kuzyn ojca, berliński bankier Aleksander Mendelssohn, który sprawnie zarządzał majątkiem rodziny.

## Młodość
Mendelssohn rozpoczął w 1877 r. studia na uniwersytecie w Tybindze, studiował przez rok prawo, ale doszedł do wniosku, że to nie prawo jest jego życiową pasją i powołaniem, a muzyka. Przeniósł się do berlińskiego Instytutu Muzyki Kościelnej, gdzie studiował pod kierunkiem m.in. Haupta, Grella, Wilsinga, Tauberta i Löschorna.

## Praca
W 1880 r. otrzymał stanowisko dyrektora muzycznego i organisty uniwersytetu w Bonn. Pracował tam z teologami i badaczami dziejów muzyki kościelnej, m.in.: profesorami Juliusem Smendą i Friedrichem Spittą. W latach 1883–1885 pracował jako dyrektor muzyczny w Bielefeld, a w 1885 r. przeniósł się do Kolonii, gdzie wykładał na tamtejszym konserwatorium muzycznym. W 1890 r. był wykładowcą gimnazjalnym w Darmstadt, udzielając się także jako organista w kilku tamtejszych kościołach protestanckich, a w 1899 r. uzyskał tytuł profesora. Od 1912 r. pracował jako nauczyciel akademicki w Wyższym Konserwatorium Muzycznym we Frankfurcie nad Menem. Mendelssohn zmarł 12 lutego 1933 r. w Darmstadt.

## Tytuły
Kościół protestancki w Niemczech oraz wiele innych organizacji i instytucji uhonorowało go wieloma nagrodami i tytułami za zasługi w dziedzinie rozwoju muzyki kościelnej, etyki i światopoglądu chrześcijańskiego.
W 1917 r. Uniwersytet z Gießen nadał mu tytuł doktora honorowego, w 1919 r. został członkiem berlińskiej Akademii Sztuki, a w 1923 r. otrzymał prestiżową nagrodę Büchnera. W 1927 r. Uniwersytet w Tybindze docenił jego działalność pisarską, nadając mu tytuł doktora honorowego z zakresu filozofii. Miasta Darmstadt i Lipsk nadały mu obywatelstwo honorowe. W jego rodzinnym Raciborzu nie zapomniano o nim także, na jego domu wmurowano tablicę pamiątkową ku jego czci, a jego imię zaś nosiła jedna z raciborskich ulic. Po dojściu do władzy Hitlera, z powodu niearyjskiego (żydowskiego) pochodzenia Mendelssohna, tablicę zdjęto, zaś nazwę ulicy noszącej jego imię zmieniono na Kleistrasse.

## Nowa tablica ku pamięci kompozytora
2 maja 2006 roku odsłonięto nową tablicę poświęconą Arnoldowi Ludwigowi Mendelssohnowi. Umieszczono ją na budynku Poczty Polskiej, ponieważ jest najbliżej usytuowana miejsca, gdzie stała kamienica, w której mieszkał. Znajdowała się po drugiej stronie ulicy, zaraz obok głównego dworca kolejowego. 2 maja 2006 w Raciborzu odbył się koncert kameralny, na którym wystąpili: Joanna Wojnowska – sopran, Michał Oślizlok – wiolonczela, Klaudiusz Rosół – skrzypce i Andrzej Rosół – fortepian.

## Twórczość
Mendelssohn pozostawił po sobie bogatą spuściznę, w postaci dzieł muzycznych późnego romantyzmu niemieckiego, prac naukowych z dziedziny teologii, filozofii, historii i teorii muzyki. Skomponował około 290 utworów muzycznych, religijnych i poetyckich, z których na szczególną uwagę zasługuje 35 wierszy Goethego, a z nich najpiękniejszą oprawę, według fachowców, zyskał „Der Blumengruß” („Bukiet kwiatów”). Z utworów muzycznych na uwagę zasługują 3 symfonie Es-dur, C-dur, F-dur, utwory na fortepian, 2 kwartety smyczkowe i kilka mniejszych, ale pięknych sonat. Ze spuścizny wokalno-instrumentalnej uwagę przyciągają 3 opery: „Elsi, die seltsame Magd” („Elsi osobliwa dziewczyna”) powstała w 1896 r., „Die Bärenhäuter” z 1900 r. i „Die Minneburg” z 1909 r., kantaty: „Aus tiefer Not” („Z głębokiej potrzeby”) i „Psalm 137” na sopran, chór mieszany i orkiestrę. Do tej części jego twórczości zaliczamy setki drobniejszych utworów, m.in. madrygałów i
pieśni, głównie na chór męski lub mieszany, solo i orkiestrę.
Najwyżej oceniane w jego twórczości są dwa dzieła „Paria", „Pandora” i „Die Seligspreisungen” („Błogosławieństwa”) na chór, solo i kwartet smyczkowy, ze względu na swe walory muzyczne oraz na piętno, jakie wywarły na rozwój muzyki i śpiewu kościelnego. W latach 80. XIX w. wydał zapomniane, skomponowane przez Heinricha Schütza pasje św. Mateusza, Jana i Łukasza oraz Historię Bożego Narodzenia.
Jego twórczość pisarska z lat 1912–1933 została zawarta w wydanym pośmiertnie zbiorze pt. „Gott, Welt und Kunst” („Bóg, świat i sztuka”).